# Ni no kuni (película)
Ni no kuni (二ノ国?) (también conocida como Ni no kuni: El otro mundo en Hispanoamérica) es una película de anime japonesa dirigida Yoshiyuki Momose, estrenada en 2019. Es una adaptación de los videojuegos de aventura Ni no kuni (2011) y Ni no kuni II (2018).

## Sinopsis
La película desarrolla una trama original con tres adolescentes que se encuentran proyectados en el universo de Ni no kuni. Yū, un adolescente con discapacidad que se desplaza en silla de ruedas, está secretamente enamorado de su amiga de niñez Kotona. Esta sale con Haru, el mejor amigo de Yū. Un día, Kotona comienza a estar acorralada por un misterioso asesino que parece venido de otro mundo. Acaba siendo gravemente herida con una daga embrujada. Al intentar protegerla, Yū y Haru son enviados a Ni no kuni, "el segundo mundo", al Reino de Estavani. Se dan cuenta de que, en este otro mundo, Kotona es la princesa heredera. Ahora bien, cuando una persona muere en uno de los dos mundos, muere también en el otro. Los tres adolescentes intentarán sobrevivir y  salvar el reino.

## Ficha técnica
- Título internacional : Ni no kuni
- Realización : Yoshiyuki Momose
- Guion : Akihiro Hino
- Música : Joe Hisaishi
- Diseño de los personajes : Yoshiyuki Momose
- Producción delegada : Hiroyoshi Koiwai
- Producción : OLM
- Distribución : Warner Bros. Japan
- País de origen :   Japón
- Lengua original : japonés
- Formato : color, digital (DCP)
- Duración : 106 minutos
- Fecha de estre :  23 de agosto de 2019 (Japón)[2]

## Elenco de voz

### Voces originales (japonés)
- Kento Yamazaki: Yū
- Mackenyu Arata : Haru
- Mei Nagano : Kotona / Princesa Astrid
- Kenjirō Tsuda : Gabaras
- Kōichi Yamadera : Balton
- Māya Sakamoto : Saki, amiga de Yū y Haru / Velsa, soldado del Reino.
- Mamoru Miyano : Yoki, Primer ministro mágico del Reino.
- Yūki Kaji : Danpo
- Masatō Ibu : el rey Flander del Reino de Evermore (Reino Estavani).
- Tsuyoshi Muro : Ojii-san, un anciano que compartió la habitación del hospital de Yū en su infancia.

## Concepción de la película

### Concepto y guion
El guion de la película está escrito por Akihiro Hino, realizador general de los videojuegos Ni no kuni, que ha también supervisó sus escenarios. Yoshiyuki Momose, antiguo colaborador del studio Ghibli, que ha dirigido la animación del juego Ni no kuni  y diseñador de los personajes de su continuación Ni no kuni II, dirige la película.
La animación está producida por el studio de animación japonés OLM. El representación general  de un dibujo animado en dos dimensiones, pero la película emplea efectos especiales en gráficos generados por computadora (sobre todo para los vehículos y las criaturas).

### Música
La música de la película está compuesta por Joe Hisaishi, compositor que había creado música para el studio Ghibli, que había también compuesto la música de las dos primeros juegos vídeo Ni no kuni.
La canción del crédicos de la película está interpretada por Keina Suda.

## Énlaces externos
- Esta obra contiene una traducción  derivada de «Ni no kuni (film)» de Wikipedia en francés, publicada por sus editores bajo la Licencia de documentación libre de GNU y la Licencia Creative Commons Atribución-CompartirIgual 4.0 Internacional.
- Página web oficial
- Ni no kuni (película) (manga) en la enciclopedia Anime News Network (en inglés)

- Datos: Q65007238